# Acid adipic
Acidul adipic (nume IUPAC: acid hexandioic) este un compus organic din clasa acizilor dicarboxilici cu formula HOOC-(CH2)4-COOH. Din punct de vedere industrial, este cel mai important acid dicarboxilic: aproximativ 2,5 miliarde de kilograme de pudră albă cristalină sunt produse anual, în mare parte pentru utilizarea ca precursor în procesul de producere al nailonului (fibră poliamidică). Totuși, acidul adipic este rareori întâlnit în natură.  Sărurile sale se numesc adipați.

## Obținere
Acidul adipic este obținut plecându-se de la un amestec de ciclohexanol și ciclohexanonă. Acest amestec este oxidat cu acid azotic pentru a se obține acidul adipic, trecându-se prin mai multe reacții. În cadrul reacțiilor, ciclohexanolul este transformat în cetonă, cu formare de acid azotos:
HOC6H11  +  HNO3  →  OC6H10  +  HNO2  +  H2O
Ciclohexanona este transformată în compus nitrozo, pentru ca legătura C-C din ciclu să poată fi scindată:
HNO2  +  HNO3  →  NO+NO3−  +  H2O
OC6H10  +  NO+  →  OC6H9-2-NO  +  H+
Printre produșii secundari obținuți în cadrul aceste metode se numără acidul glutaric și succinic.
Procedee asemănătoare pornesc de la ciclohexanol, care este obținut la rândul său prin hidrogenarea fenolului.

## Proprietăți chimice
Acidul adipic este un acid diprotic, întrucât are două grupe funcționale de tip carboxil. Constantele de aciditate (pKa) pentru deprotonările sale succesive au valorile 4,41 și 5,41.
Deoarece acidul are două grupe carboxil separate de patru grupe metilenice, acesta poate suferi o reacție de condensare intramoleculară. Prin tratarea cu hidroxid de bariu la temperaturi ridicate, acidul se transformă în ciclopentanonă: